# Betty in Search of a Thrill
Betty in Search of a Thrill er en amerikansk stumfilm fra 1915 af Phillips Smalley og Lois Weber.

## Medvirkende
- Elsie Janis som Betty
- Owen Moore som Jim Denning
- Juanita Hansen som June Hastings
- Herbert Standing som Mr. Hastings
- Vera Lewis som Mrs. Hastings